# Yeredon Saniona
Yeredon Saniona is een gemeente (commune) in de regio Ségou in Mali. De gemeente telt 17.300 inwoners (2009).